# Have You Heard The Hype?

Bijschrift1
Bijschrift2

Have You Heard The Hype? is het debuutalbum van The Hype.
Het werd in 2011 uitgebracht door CNR Entertainment. De opnamen van het album begonnen in september 2009 met producer Ronald Vanhuffel in de ICP Studio's te Brussel en eindigden met een laatste reeks door de band zelf geproduceerde opnamesessies in de zomer van 2011, waar de groep de liedjes "Do You Remember School?", "Follow the Sun", "Travelogue", "Time to Go Home" en "Tomorrow" opnam.
Op 22 oktober 2010 werd het liedje "Do You Know?" als eerste single uitgebracht. In januari 2011 plaatste de band een videoclip van "What Do You Say?" online. Eind juli 2011 werd de tweede single, "Don't Give Up on Me", door 3FM voor het eerst op de radio gedraaid en vanaf 5 augustus 2011 is deze tevens als muziekdownload verkrijgbaar.

## Nummers
| Nr. | Titel                           | Tekst                               | Muziek                    | Duur |
| --- | ------------------------------- | ----------------------------------- | ------------------------- | ---- |
| 1.  | Do You Know?                    | Yorick van Norden, Maarten Veldhuis | Van Norden                | 2:54 |
| 2.  | Miles Down the Road             | Van Norden                          | Van Norden                | 2:42 |
| 3.  | Bowie                           | Ingi Gislason                       | Gislason                  | 3:50 |
| 4.  | Don't Give Up on Me             | Dennis Weijers, Veldhuis            | Weijers                   | 2:55 |
| 5.  | Do You Remember School?         | Van Norden, Veldhuis                | Van Norden                | 4:10 |
| 6.  | Mary                            | Weijers                             | Weijers                   | 3:13 |
| 7.  | Follow the Sun                  | Van Norden, Veldhuis                | Van Norden                | 4:33 |
| 8.  | Travelogue                      | Van Norden, Weijers, Veldhuis       | Van Norden                | 3:15 |
| 9.  | Tomorrow                        | Weijers                             | Weijers                   | 3:23 |
| 10. | Mighty Quinn (Quinn the Eskimo) | Bob Dylan                           | Dylan                     | 3:18 |
| 11. | Time to Go Home                 | Weijers                             | Weijers                   | 4:25 |
| 12. | What Do You Say?                | Van Norden, Van Amerongen           | Van Norden, Van Amerongen | 3:59 |
| 13. | Swan Song (Bye Bye)             | Van Norden                          | Van Norden                | 8:56 |

| Nr. | Titel                                                  | Tekst                | Muziek               | Duur |
| --- | ------------------------------------------------------ | -------------------- | -------------------- | ---- |
| 14. | Beatlesque                                             | Van Norden           | Van Norden           |      |
| 15. | Who Knows, Maybe (Titelsong van het boek "Glijvlucht") | Van Norden, Veldhuis | Van Norden, Veldhuis |      |

## Hitnotering

### NederlandseAlbum Top 100
| Hitnotering: 01-10-2011 t/m 08-10-2011 | Hitnotering: 01-10-2011 t/m 08-10-2011 | Hitnotering: 01-10-2011 t/m 08-10-2011 | Hitnotering: 01-10-2011 t/m 08-10-2011 |
| Week:                                  | 1                                      | 2                                      |                                        |
| -------------------------------------- | -------------------------------------- | -------------------------------------- | -------------------------------------- |
| Positie:                               | 53                                     | 55                                     | uit                                    |